# Apanteles novoguineensis
Apanteles novoguineensis är en stekelart som beskrevs av Szepligeti 1905. Apanteles novoguineensis ingår i släktet Apanteles och familjen bracksteklar. Inga underarter finns listade i Catalogue of Life.